# Leshi (ort)
Leshi är en ort i Kina. Den ligger i provinsen Hunan, i den södra delen av landet, omkring 280 kilometer sydväst om provinshuvudstaden Changsha. Antalet invånare är 300.
Runt Leshi är det ganska tätbefolkat, med 207 invånare per kvadratkilometer. Närmaste större samhälle är Gaoqiao, 16,5 km öster om Leshi. I omgivningarna runt Leshi växer huvudsakligen savannskog.
Genomsnittlig årsnederbörd är 1 628 millimeter. Den regnigaste månaden är maj, med i genomsnitt 228 mm nederbörd, och den torraste är oktober, med 62 mm nederbörd.